# 학현
학현(郝賢, ? ~ ?)은 전한 중기의 관료이다.

## 행적
원삭 6년(기원전 123년), 상곡태수 재임 중 대장군 위청을 따라 흉노 정벌에 종군하여 수급 1,300개를 얻었고, 공로를 인정받아 중리후(衆利侯)에 봉해졌다.
원수 2년(기원전 121년), 상곡군의 재산을 조정에 허위로 보고하여 작위가 박탈되었다.

## 출전
- 사마천, 《사기》
  - 권20 건원이래후자연표
  - 권111 위장군표기열전
- 반고, 《한서》
  - 권17 경무소선원성공신표
  - 권55 위청곽거병전

| 선대 (첫 봉건) | 전한의 중리후 기원전 123년 5월 임진일 ~ 기원전 121년 | 후대 (봉국 폐지) |